# 處分權主義
處分權主義（英語：doctrine of disposition），指就訴訟程序之開啟、法院審判對象及範圍、訴訟程序是否終結，均由當事人主導決定。換言之，當事人是否起訴、何時或於何種範圍對何人起訴、是否終結訴訟，原則上均由當事人自由決定之。處分權主義之理論基礎係建立在私法自治原則以及國家不干涉私益之原則上。

## 內涵
第一層面：訴訟之開始由當事人決定。
當事人對於民事訴訟有發動權，審判法院不得依職權自行開始民事訴訟，法院僅能處於被動之角色地位，即所謂「無訴無裁判」、「不告不理」。
第二層面：審判之對象、範圍由當事人決定。
當事人得自由決定起訴之內容與範圍，法院應受其拘束，不得於當事人聲明之範圍外為裁判，即「禁止訴外裁判」。
第三層面：訴訟之終結可由當事人決定。
當事人於訴訟程序進行中，原則上對訴訟是否續行或終結有自由決定之權。若欲終結訴訟，可透過捨棄、認諾、撤回、和解之方式為之，法院不得依職權命續行程序直至判決。